# Liolaemus irregularis
Espèce
Statut de conservation UICN

 LC  : Préoccupation mineure
Liolaemus irregularis est une espèce de sauriens de la famille des Liolaemidae.

## Répartition
Cette espèce est endémique d'Argentine. Elle se rencontre dans les provinces de Salta et de Jujuy,. On la trouve entre 3 060 et 5 000 m d'altitude.

## Description
C'est un saurien vivipare.

## Publication originale
- Laurent, 1986 : Descripciones de nuevas Iguanidae del genero Liolaemus. Acta Zoologica Lilloana, vol. 38, no 2, p. 87-105.